# Novîi Iar, Iavoriv
Novîi Iar (în ucraineană Новий Яр) este un sat în comuna Zalujjea din raionul Iavoriv, regiunea Liov, Ucraina.

## Demografie
Componența lingvistică a localității Novîi Iar
     Ucraineană (100%)
Conform recensământului din 2001, toată populația localității Novîi Iar era vorbitoare de ucraineană (100%).